# Elezioni presidenziali in Afghanistan del 2004
Le elezioni presidenziali in Afghanistan del 2004 si tennero il 9 ottobre.

## Risultati
| Candidati               | Partiti                                | Voti      | %     |
| ----------------------- | -------------------------------------- | --------- | ----- |
| Hamid Karzai            | Indipendente                           | 4 443 029 | 55,37 |
| Yunus Qanuni            | Partito del Nuovo Afghanistan          | 1 306 503 | 16,28 |
| Mohammed Mohaqiq        | Partito dell'Unità Islamica del Popolo | 935 325   | 11,66 |
| Abdul Rashid Dostum     | Movimento Nazionale Islamico           | 804 861   | 10,03 |
| Abdul Latif Pedram      | Partito del Congresso Nazionale        | 110 160   | 1,37  |
| Massouda Jalal          | Indipendente                           | 91 415    | 1,14  |
| Sayed Ashaq Gailani     | Movimento di Solidarietà Nazionale     | 80 081    | 1,00  |
| Ahmad Shah Ahmadzai     | Movimento Rivoluzionario Islamico      | 60 199    | 0,75  |
| Abdul Satar Sirat       | Indipendente                           | 30 201    | 0,38  |
| Hamyon Shah Aasifi      | Partito di Unità Nazionale             | 26 224    | 0,33  |
| Ghulam Farooq Nejrabi   | Partito dell'Indipendenza Afghana      | 24 232    | 0,30  |
| Sayed Abdul Hadi Dabir  | Indipendente                           | 24 057    | 0,30  |
| Abdul Hafiz Mansoor     | Jamiat-e Islami                        | 19 728    | 0,25  |
| Abdul Hadi Khalilzai    | Indipendente                           | 18 082    | 0,23  |
| Mir Mahfuz Nedahi       | Indipendente                           | 16 054    | 0,20  |
| Mohammed Ibrahim Rashid | Indipendente                           | 14 242    | 0,18  |
| Wakil Mangal            | Indipendente                           | 11 770    | 0,15  |
| Abdul Hasib Aarian      | Indipendente                           | 8 373     | 0,10  |
| Totale                  | Totale                                 | 8 024 536 | 100   |